# What Goes Around… Comes Around
A What Goes Around… Comes Around Justin Timberlake amerikai énekesharmadik kislemeze 2006 őszén kiadott nagylemezéről, a FutureSex/LoveSoundsról. Ez Timberlake harmadik szerzeménye az albumról, ami első lett a Billboard Hot 100-on. A dal producere Timbaland, és a háttérvokálokat is ő énekeli.

## A dalról
A dalt a kritikusok a Cry Me A River második verziójaként tüntették fel, a téma és dallam hasonlósága miatt. Mindkét dal egy hűtlen szerető meg nem bocsátó vádirata. Timberlake elmondta, hogy a What Goes Around nem Britney Spearsről szól. Bizonyos források egy régi barátság felbomlását támasztották alá, ez ihlethette Justint.
A kislemezzel Timberlake új csúcsot döntött az Államokban: Usher 2004-es lemeze óta senkinek sem sikerült egy albumról három dalt is a slágerlisták élére juttatnia. A 2007-es Grammy Awardson Justin előadta a dalt.

## A videóklip
A dalhoz készült videót egy rövidfilmként írták le, hiszen vágatlan változata több mint kilencperces. A videót Samuel Bayer rendezte, a párbeszédeket az Alpha Dog írója és rendezője Nick Cassavetes írta. A videóban Scarlett Johansson is szerepel, valamint az Alpha Dog sztárja, Shawn Hatosy is. A videó az iTunes Store-on 2007. február 9-én debütált, és 50 000-en töltötték le. A hivatalos kiadás időpontja február 11. Az iTunes Store-on két letölthető verziója is van, az egyik az albumverzió az Interlude-dal, a másik a rádiós verzió.
A videó nagy vonalakban egy szerelmes párról szól, akik boldogan megvannak, míg Justin rajta nem kapja Scarlettet, hogy megcsalja filmbéli barátjával (Shawn Hatosy). A videó stílusa az '50-es éveket idézi, helyszínei pedig Moulin Rouge cirkusz stílusú klub. Végén az autós jelenetben Justin egy Porsche Carrera GT-vel üldözi a végén eltávozó Scarlettet.

## Sikerei a listákon
| Lista (2007)               | Pozíció |
| -------------------------- | ------- |
| Ausztrál kislemezlista     | 3       |
| Osztrák kislemezlista      | 5       |
| Belga kislemezlista        | 8       |
| Brazil kislemezlista       | 1       |
| Kanadai kislemezlista      | 1       |
| Cseh kislemezlista         | 10      |
| Dán Top 40 kislemez        | 6       |
| Eurochart Hot 100 kislemez | 1       |
| Finn kislemezlista         | 3       |
| Francia kislemezlista      | 5       |
| Francia letöltőlista       | 2       |
| Német kislemezlista        | 5       |
| Ír kislemezlista           | 6       |
| Latin-Amerika Top 40       | 26      |
| Új-Zélandi kislemezlista   | 3       |
| Norvég kislemezlista       | 7       |
| Lengyel kislemezlista      | 1       |
| Román Airplay lista        | 1       |
| Orosz Airplay lista        | 4       |
| Szlovák Airplay lista      | 5       |
| Svéd kislemezlista         | 10      |
| Olasz kislemezlista        | 18      |
| Svájci kislemezlista       | 5       |
| 'Tokió Hot 100             | 88      |
| UK kislemezlista           | 4       |
| UK letöltőlista            | 5       |
| USA Billboard Hot 100      | 1       |
| USA Billboard Pop 100      | 1       |